# Altura significativa das ondas
Na oceanografia física, a altura significativa das ondas (SWH ou Hs) é definida tradicionalmente como a altura média das ondas (do cavado à crista) do terço mais alto das ondas (H1/3). Atualmente, é geralmente definido como quatro vezes o desvio padrão da elevação da superfície - ou equivalentemente como quatro vezes a raiz quadrada do momento de ordem zero (área) do espectro de onda. O símbolo Hm0 é geralmente usado para esta última definição. A altura significativa da onda pode, portanto, referir-se a Hm0 ou Hs ; a diferença de magnitude entre as duas definições é de apenas alguns pontos percentuais.

## Origem e definição
A definição original resultou do trabalho do oceanógrafo Walter Munk durante a Segunda Guerra Mundial. A altura significativa da onda pretendia expressar matematicamente a altura estimada por um "observador treinado". É comumente usado como uma medida da altura das ondas do mar.

## Distribuição estatística das alturas das ondas individuais

Distribuição estatística da altura das ondas do mar

A altura significativa das ondas, cientificamente representada como Hs ou Hsig, é um parâmetro importante para a distribuição estatística das ondas do mar. As ondas mais comuns são mais baixas em altura do que Hs. Isso implica que encontrar a onda significativa não é muito frequente. No entanto, estatisticamente, é possível encontrar uma onda muito mais alta do que a onda significativa.
Geralmente, a distribuição estatística das alturas de onda individuais é bem aproximada por uma distribuição de Rayleigh. Por exemplo, dado que Hs é 10 m (33 ft), estatisticamente:
- 1 em cada 10 será maior do que 10.7 m (35 ft)
- 1 em cada 100 será maior do que 15.1 m (50 ft)
- 1 em 1000 será maior do que 18.6 m (61 ft)

Isso implica que se pode encontrar uma onda que tem aproximadamente o dobro da altura significativa da onda. No entanto, em condições de mudança rápida, a disparidade entre a altura significativa da onda e as maiores ondas individuais pode ser ainda maior.

### Outras estatísticas
Outras medidas estatísticas da altura da onda também são amplamente utilizadas. A altura da onda RMS, que é definida como a raiz quadrada da média dos quadrados de todas as alturas de onda, é aproximadamente igual a Hs dividido por 1,4.
Por exemplo, de acordo com o Instituto Marinho da Irlanda:
"… À meia-noite de 12/09/2007 uma altura de onda significativa recorde foi registada de 17,2m com [sic] um período de 14 segundos."

## Medição
Embora a maioria dos dispositivos de medição estime a altura significativa das ondas a partir de um espectro de ondas, os altímetros de radar de satélite são únicos na medição direta da altura significativa das ondas, graças ao tempo diferente de retorno das cristas e vales das ondas dentro da área iluminada pelo radar. A altura máxima de onda já medida de um satélite é de 20,1 m durante uma tempestade no Atlântico Norte em 2011.

## Previsões do tempo
A Organização Meteorológica Mundial estipula que certos países são responsáveis por fornecer previsões meteorológicas para os oceanos do mundo. Os escritórios meteorológicos desses respectivos países são chamados de Centros Meteorológicos Regionais Especializados, ou RSMCs. Em seus produtos meteorológicos, eles fornecem previsões da altura das ondas do mar em alturas de onda significativas. Nos Estados Unidos, o Serviço Meteorológico Nacional da NOAA é o RSMC para uma parte do Atlântico Norte e uma parte do Pacífico Norte. O Ocean Prediction Center e o Tropical Prediction Center's Tropical Analysis and Forecast Branch (TAFB) emitem essas previsões.
RSMCs usam modelos de ondas de vento como ferramentas para ajudar a prever as condições do mar. Nos EUA, o modelo WAVEWATCH III (R) da NOAA é muito usado.

## Generalização para sistemas de ondas
Uma altura de onda significativa também é definida de forma semelhante, a partir do espectro de onda, para os diferentes sistemas que compõem o mar. Temos então uma altura de onda significativa para o vento-mar ou para um swell em particular.